# Trogir
Trogir (grčki: Tragurion, latinski: Tragurium, talijanski: Traù) grad je u Hrvatskoj koji administrativno pripada Splitsko-dalmatinskoj županiji.
Grad Trogir osnovali su grčki kolonisti s otoka Visa u III. st. pr. Krista. U srednjoj Europi smatran je najbolje sačuvanim romaničko-gotičkim gradom. Dvorac i kula okruženi zidinama sačinjavaju jezgru Trogira.
Najznačajniji kulturni spomenik je trogirska katedrala, čiji je portal zapadnih vrata izradio majstor Radovan. Povijesna jezgra Trogira smještena je na obali Kaštelanskog zaljeva, na otočiću Trogiru između Čiova i kopna, spojena kamenim mostom s kopnom. Trogir oduševljava posjetitelje kulturno-povijesnim spomenicima i malim ulicama te umjetničkim zbirkama s brojnim remek djelima.
Ulazak u sakralne objekte otkriva neke manje i više poznate detalje iz povijesti. Trogir je jedan od gradova, koje je najbolje posjetiti uz stručno vodstvo turističkog vodiča, van glavne sezone i turističke gužve.

## Gradska naselja
Trogir se sastoji od 8 naselja (stanje 2006.), to su: Arbanija, Divulje, Drvenik Mali, Drvenik Veliki, Mastrinka, Plano, Trogir i Žedno.

## Zemljopisni položaj
Grad Trogir nalazi se u srednjoj Dalmaciji 25 km zapadno od Splita, na sjeverozapadnom kraju Kaštelanskog zaljeva. Središte je trogirske mikroregije koja zauzima prostor na površini od 250 km². Područje Grada je podijeljeno na tri dijela: dio na kopnu, dio na otoku Čiovo i otoci Drvenik Veli i Drvenik Mali.  Područje na kopnu omeđeno je teritorijem općine Seget na zapadu, gradom Kaštela na sjeveru i istoku te Trogirskim kanalom na jugu, a dio na Čiovu graniči s Trogirskim kanalom na sjeveru, općinom Okrug na jugoistoku i Gradom Splitom na zapadu. Otoci Drvenik Veli i Drvenik Mali se nalaze južno od područja općine Marina i sjeverozapadno od otoka Šolta. Grad ima vrlo povoljan položaj, jer je smješten u neposrednoj blizini najvećeg dalmatinskog središta čime je olakšano korištenje različitih pogodnosti velikog grada: školovanje u srednjim školama i sveučilištu, bolnička zaštita, trgovački centri, veće mogućnosti zapošljavanja. Istodobno, življenje u malom gradu ne zahtijeva javni gradski prijevoz, sve institucije su u neposrednoj blizini, većina građanskih potreba je „nadohvat ruke.“
Na ovom prostoru, sukladno geografskim, geološkim i reljefnim posebnostima razlikuje se područje Trogirskog primorja s otočnim arhipelagom i krško područje Zagore. Primorje što se proteže u dužini od 25 km zračne linije izbrazdano je zaljevima i uvalama te obuhvaća područje Grada Trogira i novoutemeljenih općina Seget, Marina i Okrug.
Geografske koordinate trogirske mikro regije određene su od 16°01´ do 16°19´10˝ istočne geografske dužine i od 43°25´50˝ do 43°38´ sjeverne geografske širine.
Površina naselja Trogir iznosi 7,52 km², a površina Grada 39,20 km². Dijelovi Grada su: Grad, Bilin Dolac, Ciprian, Čiovo, Lokvice, Drid, Kopno, Malo Polje, Pasike, Travarica, Miševac i Vilajica. Naselja u općini su: Arbanija, Divulje, Drvenik Mali, Drvenik Veliki, Mastrinka, Plano, Trogir i Žedno.

## Povijest
Arheološka istraživanja pokazuju da je čovjek na trogirskom otoku boravio već u dalekoj prapovijesti.
Trogir (Tragurium) kao naselje su tijekom III. st. pr. Kr. utemeljili grčki kolonisti, trgovci s Isse (Visa). Rimski Oppidum isticao se kvalitetnim mramorom. U to doba, život se nije odvijao samo u gradu nego i u polju, u rustikalnim vilama. Nedaleko od grada, oko brda Bijaći u naselju Siculi, u prvoj polovici I. st. car Klaudije naselio je svoje islužene veterane.
Tragurium spominje rimski pisac Plinije Stariji u svom enciklopedijskom djelu Naturalis historia naglašavajući kako je ovaj grad poznat po kamenu. I danas se na padinama brda sv. Ilije vadi kvalitetan kamen.
Osobito se štuje Silvan, rimsko božanstvo stoke i šume, čiji je kult prihvatilo i domorodačko stanovništvo povezujući ga sa svojim vjerovanjima.
Tijekom kasne antike i u Traguriumu se širi kršćanstvo, nova religija koja je uhvatila čvrsto korijenje u obližnjoj provincijskoj metropoli Saloni.
Od X. stoljeća Trogir osjeća pritisak Venecije s mora. Godine 998., za vrijeme mletačke vojne na istočnu jadransku obalu, Trogirani prisežu odanost duždu Petru Orseolu.   
U Trogiru je 1271. otvorena prva ljekarna u Europi. Nalazila se u sklopu kuća u blizini katedrale i gradske lože. Izvorni dokument koji to potvrđuje je u privatnoj zbirci, a kopija u trogirskom muzeju.
Stari dio grada Trogira uvršten je na UNESCO-ov popis Spomenika svjetske kulturne baštine.

## Uprava i politika
Gradska uprava smještena je u zgradi Kneževa dvora i »Mosorova doma«. Gradom upravljaju gradonačelnik i Gradsko vijeće od petnaestero vijećnika, s četverogodišnjim mandatom, izabrani na mjesnim izborima.
Grad je podijeljen na osam mjesnih odbora. To su, abecedno, Arbanija, Čiovo, Drvenik Mali, Drvenik Veliki, Grad, Plano, Travarica i Žedno.

## Gospodarstvo
Gospodarska struktura stanovništva: ukupno aktivno 4150 stanovnika. Primarni sektor 3,6 %, sekundarne djelatnosti 29,8 % i tercijarne djelatnosti 66,6 %.
U Trogiru je do kraja Drugoga svjetskoga rata temeljna djelatnost bila poljoprivreda, koja se odvijala na ravničarskim plodnim površinama na istoku u Kaštelanskom polju i na zapadu u Segetskom polju. Najviše su se uzgajale kulture poput pšenice i kukuruza, vinove loze te raznovrsne povrtlarske kulture i duhan. Sredinom 60-tih godina 20. stoljeća zbog bolje prometne povezanosti započinju se koristiti blagodati plodne zemlje i mediteranske klime, te se napušta uzgoj žitarica i prelazi na intenzivan uzgoj povrtlarskih kultura poput salate, kupusa, rajčice, paprike, blitve i ostalih kultura koje su se mogle u svježem stanju dopremiti na tržište kontinentalnog dijela tadašnje države.
U području Resnika poljoprivredna zadruga je velike površine stavila pod staklenike, gdje vrši intenzivni uzgoj povrtlarskih kultura. Uzgoj u staklenicima-plastenicima masovno primjenjuju i samostalni poljoprivrednici. Od voćarskih kultura prevladavala je breskva. Sedamdesetih godina 20. stoljeća dolazi do masovnog uzgoja agruma, prvenstveno mandarina, koje postupno potiskuju uzgoj bresaka, jer zahtijevaju manju upotrebu kemikalija, otpornije su na bolesti, duže se zadržavaju u svježem stanju, a cijena je povoljnija. Uz mandarinu uzgaja se još i sorta trešnja.
U krškim dijelovima, prvenstveno na otoku Čiovu i obroncima Vilaje, Kozjaka i Vlaške stoljećima su se uzgajale masline, smokve, rogač i druge voćarske kulture. Ipak, prevladavalo je stočarstvo, uzgoj stoke sitnog zuba, tj. ovaca i koza. Tradicionalno je bilo skupljanje i prerada ljekovitog bilja. Desetljećima je tu djelatnost obavljala tvrtka „Biljana“ koju je nešto prije procesa privatizacije, preuzela farmaceutska tvrtka PLIVA. Skupljanje i prerada bilja su u potpunosti zamrli krajem 90-ih godina, zbog uvoza jeftinog ljekovitog bilja s Dalekog Istoka.
Razvojem industrije i pojavom turizma prestaje se uzgajati stoka i ta je djelatnost u potpunosti zamrla. Danas, razvojem ekološke svijesti i uz državne poticaje, ponovo oživljava uzgoj masline koja je godinama bila neopravdano zanemarivana. Godine 2004., na poticaj države, tvrtka SMS d. o. o. je dobila u zakup 150 ha brdskog područja iznad Kaštelanskog polja, drobilicama je usitnila kamen, postavila suvremene sustave za navodnjavanje te posadila 100 ha masline i 50 ha smokava.
Osim poljoprivrede, i u prošlosti i danas posebno je važno ribarstvo. Povoljan geografski položaj, blizina mnoštva otoka, otočića, hridi, te ušća rijeka Pantana i Jadra uz nekolicinu potoka u Kaštelanskom zaljevu doprinijelo je raznolikosti ribljih vrsta koje su pronašle staništena ovom području. Zbog relativno malih udaljenosti između lovišta i potencijalnih kupaca, ribarenje je bilo moguće obavljati jednostavnijim alatima i manjim plovilima (čamcima i manjim kočaricama) što je rezultiralo velikim brojem ribara. Zbog relativno malog ribolovnog prostora i niske cijene plave ribe nikada se nije uspjela razviti industrija prerade ribe. Bijela riba je uvijek bila puno unosnija i traženija, pa i danas dominiraju ribarice i alati za ulov bijele ribe. Zbog razvoja industrije, turizma kao i intenzivnog naseljavanja ulovi su se drastično smanjili.
Od kraja 80-ih godina razvija se nova grana ribarstva, intenzivni uzgoj ribljih vrsta u kavezima. U zapadnom dijelu Trogirske mikroregije u području Vranjice uzgajaju se brancini, orade i eksperimentalno školjke – dagnje. U jugozapadnom dijelu, na području Velog Drvenika, postavljeni su kavezi za uzgoj tune. Intenzivni uzgoj ribe ekološki je upitan ne samo zbog posljedica koje uzrokuje velika količina ribljeg izmeta na jednom mjestu, nego i zbog ostataka nepojedene hrane koja uzrokuje razvoj mnoštva mikroorganizama i algi. Ova nova grana poljoprivrednog ribarstva financijski je vrlo isplativa, prije svega zbog izvoza u Japan.

### Sekundarne djelatnosti
Brodogradnja i brodoremont  su jedno od najstarijih i najrazvijenijih industrijskih grana u Trogiru, temeljene na 2 tisućljeća staroj tradiciji. Nakon Drugog svjetskog rata započinje ubrzani razvoj industrije. Iz starog, predratnog „škvera“ u kojem su se izrađivali i popravljali drveni brodovi, nastaje moderno brodogradilište koje zauzima prostrani kompleks šireći se na cijeli rt Cubrijan (nazvan po kapelici sv. Ciprijana – zaštitnika od kuge, koja se nalazi na rtu u sklopu brodogradilišta), te se prostire na približno 155.000 m².
Brodogradilište postaje temeljni ekonomski oslonac svake druge obitelji trogirskog kraja i zapošljava gotovo 5000 stalnih radnika i brojne kooperante. Ugovori s azijskim i skandinavskim državama omogućavaju brzi rast brodogradilišta. U neposrednoj je blizini gradske jezgre čime je lako prometno dostupan brojnim zaposlenicima iz samog grada, ali i okolice, naselja od Primoštena na zapadu do Kaštela i Splita na istoku kao i sva naselja trogirske mikroregije.
Brodogradilište napreduje sve do devedesetih godina prošlog stoljeća. Raspad bivše države i Domovinski rat otežavaju nabavu i dotok osnovnih sirovina i materijala potrebnih za izradu i popravak brodova te brodogradilište više ne može ugovoriti poslove koji bi svojim opsegom osigurali egzistenciju tolikog broja zaposlenika. Postojeće tehnologije proizvodnih procesa zastarijevaju, cijena rada je u svjetlu globalizacije previsoka i brodogradilište se svodi na 1280 zaposlenika.
Danas je brodogradilište u mogućnosti prihvatiti izgradnju najsofisticiranijih plovila na dva navoza: veći širine 47 m i dužine 200 m i manji širine 20 m i dužine 160 m. Navozi za brodove mogu prihvatiti brodove do 60.000 tona. Proizvodni program uključuje tankere, plovne dokove, teretne brodove, putničke brodove, trajekte, opskrbna plovila, tegljače, spasilačka plovila itd. U sklopu brodogradilišta je i remontno brodogradilište koje raspolaže jednim plovnim dokom od 10.000 tona, s mogućnošću izvršenja svih vrsta popravaka uključujući konverzije. Iako u znatnom smanjenom opsegu u odnosu na razdoblje prije 1990. godine, Brodotrogir d.d. je jedno od pet najvećih hrvatskih brodogradilišta, dok je brodoremont koji se nalazi u sklopu brodogradilišta još od 19. stoljeća s 80.000 m², drugi po veličini u RH.
Osim brodogradnje do devedesetih radila su i tri manja kamenoloma od kojih radi još jedan. U procesu je i dobivanje koncesija za nova iskopna mjesta na sedam lokacija. Raste broj malih građevinskih tvrtki (proizvodnja betonskih blokova, metalnih konstrukcija), otvaraju se mali obrti (stolarija, bravarija i sl.).

### Tercijarne djelatnosti
Turizam
Počeci turizma sežu u tridesete godine XX. st., kada započinju dolaziti turisti iz Čehoslovačke i drugih srednjoeuropskih zemalja. Često ga posjećuju istaknite svjetske ličnosti iz kulture i politike, kao što su George Bernard Shaw, te engleski kralj Eduard VIII. u pratnji Wallis Simpson. U Trogir često dolaze istaknuti hrvatski i inozemni slikari. Prvi turistički vodič o gradskim znamenitostima objavljen je 1936. godine. Nakon 2. svjetskog rata turizam ponovo oživljava, a naročito od sredine 60-ih godina kada se počinju izgrađivati i značajniji smještajni kapaciteti.
Za Trogir je svojstveno to što nije klasično turističko odmorište u koje gosti dolaze toliko zbog kupališnoga turizma, koliko radi upoznavanja s njegovom povijesno-kulturnom baštinom. Stoga su mu smještajni kapaciteti bili ograničeni, a turisti smješteni u širem području. Do devedesetih godina nije ni postojala težnja za izgradnjom velikih turističkih kapaciteta, jer je ekonomski razvoj Grada prije svega ovisio o brodograđevnoj industriji. Hotel Medena s 1300 kreveta, apartmanima i kampom jedini je hotel značajnijih smještajnih kapaciteta. Uz njega postoji i desetak manjih hotela, s kapacitetom od 20 do 50 kreveta. Značajni broj smještajnih kapaciteta otpada na privatni smještaj. Postoje i tri auto-kampa, s kapacitetima od 3000 mjesta.
Zbog brzog širenja nautičkoga turizma, na području Trogira izgrađene su dvije suvremene marine, s mogućnošću prihvaćanja do 500 brodova. ACI Trogir se nalazi na Čiovu, tik uz brodogradilište, a nasuprot gradskoj rivi što pruža posebne pogodnosti. Marina posjeduje mogućnost smještaja brodova tijekom cijele godine, te popravaka i održavanja brodova. ACI marina Trogir posjeduje i vlastitu flotu jedrilica od 7 do 15 metara koja se iznajmljuje tijekom cijele godine. Pustolovni je turizam u usponu, tako da uz klasične oblike iznajmljivanja sportskih plovila, padobrana, ribolova kočama i jednodnevnih krstarenja, postoji i ronilačka škola poznata širom Europe.
Ornitološki turizam na području parka prirode Pantan je još u povojima i slabo je promoviran i posjećen.

## Demografija
Trogir je nastao kao ilirsko naselje koje su kolonizirali Grci dorskog plemena iz Sirakuze te oni i osnivaju Grad. S njihovim dolaskom započinje prvo značajnije naseljavanje Grada. Iako Grad raste kroz povijest, broj stanovnika se i nije značajno mijenjao, poradi skučenosti prostora u samoj gradskoj jezgri te malih površina poljoprivrednog zemljišta na kopnenoj strani. Kako je u prošlosti poljoprivreda bila neophodna za prehranu stanovništva, nisu se smjela naseljavati trogirska polja, jer je o njima ovisio život Grada. Treći razlog zbog kojeg se broj stanovnika nije mijenjao bila je nesigurnost života izvan gradskih zidina, zbog mogućnosti napada različitih osvajačkih sila kroz povijest. Godine 1123. Grad pustoše Saraceni, te desetkuju broj stanovnika. Preživjeli stanovnici se privremeno sklanjaju u Split, te se opće stanje normalizira u drugoj polovici 12. stoljeća. U tom razdoblju sama gradska jezgra ima 3000 stanovnika, što se ne razlikuje od današnjeg stanja.
Godine 1832. Grad je poharala kolera, koja je ubila 200 ljudi, a ostale natjerala u bijeg te je Grad bio opustošen. U 20. stoljeću Prvi svjetski rat donosi bijedu i siromaštvo, a broj stanovnika neprestano pada zbog stalnih novačenja austrijske vojske gdje, zbog nedostatka mlađih stanovnika dolaze na red i stariji ljudi.
Nakon 2. svjetskog rata, dolaskom industrijalizacije, poljoprivreda više nije neophodna za život, te se Grad širi na okolno područje, najviše na otok Čiovo s južne strane i na Travaricu sa sjeverne strane Grada. U to vrijeme započinje doseljavanje u grad Trogir,  naročito iz Zagore i s otoka, jer se otvaraju mnoga nova radna mjesta, vezana najviše uz brodograđevnu industriju te preradu kamena i obradu metala.
Godine 2001. Trogir je imao 10.907 stanovnika, ima 3370 kućanstava s prosječnom godišnjom stopom rasta 0,61 % (1991. – 2001. godina). Grad Trogir, kao i drugi gradovi Splitsko-dalmatinske županije, među rijetkima u državi ima više rođenih nego umrlih godišnje te pozitivni prirodni prirast. Za razliku od državnog prosjeka koji je 2004. godine rezultirao prirodnim padom stanovništva od -2,4 ‰, u gradu Trogiru prirodni prirast iznosi 2,2 ‰ (stopa rođenih 10,5 ‰; stopa umrlih 8,3 ‰). Godišnje se bilježi oko 50 rođenih više nego umrlih, a na takav pozitivni trend utječu i imigracijski tijekovi u vrijeme i neposredno nakon Domovinskog rata kada se na područje srednje Dalmacije doseljava hrvatsko stanovništvo iz Bosne i Hercegovine.
Prosječna gustoća naseljenosti Grada je 1450 stanovnika/km², a prosječna gustoća naseljenosti općine je 332 stanovnika/km².
Kao i u najvećem dijelu RH, i u Trogiru je više žena nego muškaraca, raspodjela prema spolu jest: žena 51,9 %, muškaraca 48,1 %, a po dobi – mlado (0 – 19) godina 24,6 %, zrelo (19 – 65) 57,2 %  i staro (>65) 18,2 %.
Za razliku od Grada, u općinama i naseljima koja pripadaju trogirskoj mikroregiji se bilježi više umrlih nego rođenih, uz prosječnu godišnju stopu pada od   –2,02 % (1991. – 2001.). U izvangradskom dijelu trogirske mikroregije živi ukupno 12.995 stanovnika (Popis 2001.) u 4132 kućanstva. Raspodjela prema spolu: žena 51,5 %, muškaraca 48,5 %; po dobi: mlado (0 – 19) godina 24,7 %, zrelo (19 – 65) 56,7 % i staro (>65) 18,6 %.
Prema narodnosnom sastavu stanovništva u Trogirskoj mikroregiji, Hrvati čine većinu s 96,68 %, dok ih slijede ostale narodnosti sa zanemarivim brojem stanovnika. To su: Srbi 0,73 %, Albanci 0,56 %, Bošnjaci 0,24 %, Slovenci 0,18 %, ostale narodnosti u nižem udjelu.
Jezična pripadnost (materinji jezik): hrvatski 98,2 %, svega nešto više od 1,5 % ostali jezici i 0,3 % nepoznato.
Vjerska pripadnost: katolici 92,6 %, ostale vjeroispovijesti u vrlo malom udjelu od 7 % i nepoznato za oko 0,4 % stanovnika.

### Popis 2011.
Prema popisu stanovništva iz 2011. godine, grad Trogir ima 13.192 stanovnika. Većina stanovništva su Hrvati s 96,99 %, a po vjerskom opredijeljenju većinu od 91,56 % čine pripadnici katoličke vjere. Samo naseljeno mjesto grad Trogir je po popisu stanovništva 2011. godine imao 10.932 stanovnika.

### Popis 1991.
| broj stanovnika | 3981  | 4636  | 4066  | 4531  | 4705  | 5049  | 4740  | 6271  | 6344  | 6825  | 7074  | 7508  | 9699  | 11484 | 12995 | 13192 | 12393 |
|                 | 1857. | 1869. | 1880. | 1890. | 1900. | 1910. | 1921. | 1931. | 1948. | 1953. | 1961. | 1971. | 1981. | 1991. | 2001. | 2011. | 2021. |

| broj stanovnika | 3201  | 3069  | 3129  | 3392  | 3420  | 3514  | 3296  | 4536  | 4403  | 4348  | 5003  | 6177  | 8588  | 10266 | 10907 | 10923 | 10107 |
|                 | 1857. | 1869. | 1880. | 1890. | 1900. | 1910. | 1921. | 1931. | 1948. | 1953. | 1961. | 1971. | 1981. | 1991. | 2001. | 2011. | 2021. |

## Poznate osobe
- Petar Berislavić, hrvatski ban i biskup
- Koriolan Cipiko, hrvatski humanist i ratnik
- Vinko Coce, hrvatski pjevač
- Blaženi Augustin Kažotić, zagrebački biskup i humanist
- Ivan Lučić, hrvatski povjesničar, pravnik i kartograf
- Majstor Radovan, hrvatski arhitekt i kipar
- Ivan Trogirski, kanonizirani trogirski biskup
- Sveta Margareta Ugarska, ugarsko-hrvatska princeza i svetica
- Biserka Višnjić, hrvatska rukometašica

## Kultura
- Klapa Čiovo
- Klapa Rašpe
- Klapa Tragos
- Klapa Trogir
- Narodna glazba Trogir
- KUD Kvadrilja
- Hrvatsko pjevačko društvo Petar Berislavić
- Dječji zbor Trogir
- Klapa Stivanja
- Mandolinski orkestar Rovinjež – Trogir
- Klapa Kamerlengo
- Trogirski Kanti
- Cima
- Djevojački zbor Ivan Lucić
- Kvintet Tragurium
- Udruga Trogirski glazbenici

## Šport
- MRK Trogir,muški rukometni klub
- HNK Trogir, nogometni klub
- NK Trogir 1912, nogometni klub
- NK Croatia Trogir, nogometni klub
- ŽRK Trogir, ženski rukometni klub
- KK Trogir, košarkaški klub
- K.K. Trogir, kuglački klub
- ŽOK Trogir ženski odbojkaški klub
- AK Trogir, auto klub
- JK Trogir, Jedriličarski klub (prije JK MOSOR)

Organizira tradicionalnu regatu za kadete i juniore Kup Kairos.

## Obrazovanje

### Osnovne škole
- OŠ Majstora Radovana, malo izvan središta Trogira
- OŠ Petra Berislavića, na trogirskoj rivi uz more

### Srednje škole
- SŠ Ivan Lucić
- SSŠ Blaž Jurjev Trogiranin

## Znamenitosti
Stari dio Trogira:
- Trogirska katedrala (Katedrala sv. Lovre) i Radovanov portal
- Velika i mala palača Ćipiko
- Sjeverna (kopnena) gradska vrata
- Muzej grada
- Knežev dvor
- Crkva sv. Sebastijana i loža
- Benediktinski samostan sv. Nikole
- Dominikanski samostan i Kažotićeva ulica
- Crkva Ivana Krstitelja i Muzej sakralne umjetnosti
- Gradske zidine i južna (morska) vrata
- Crkva sv. Barbare (sv. Martina)
- Zgrada Osnovne škole
- Kaštel Kamerlengo
- Kula sv. Marka
- Mala loža

Crkva svetog Petra pripadala je ženskom benediktinskom samostanu kojeg je prema predaji 1242. godine utemeljila supruga ugarsko-hrvatskog kralja Bele IV. Na glavnom pročelju je barokni portal u kojem je luneta s poprsjem sv. Petra, rad Nikole Firentinca. U drugoj polovini 17. stoljeća unutrašnjost je barokizirana. Izrađen je drveni strop podijeljen na ovalna, poluovalna i šesterostrana polja uokvirena bogato profiliranim okvirima s tordiranom vrpcom. Postavljena su dva bočna mramorna oltara posvećena Bogorodici i sv. Ignaciju Loyoli. Od drvenoga glavnog oltara sačuvani su monumentalni kipovi svetog Petra i Pavla iz polovine 17. stoljeća. U pločniku crkve ističu se ukrašene nadgrobne ploče trogirskih obitelji Andreis i Ćipiko.
Crkva svetog Sebastijana podignuta je 1476. kao zavjet građana Trogira svetom Sebastijanu za spas od kuge. Pročelje ove renesansne građevine koju je izveo Nikola Firentinac ukrašeno je skulpturama svetog Sebastijana, grbovima biskupa Jakova Turlona i gradskog kneza Malipiera, a poviše njih skulpturom Krista Spasitelja. Nad pročeljem se uzdiže dvokatni toranj gradskog sata. U dijelu istočnog zida sačuvane su do vrha dvije konhe šesterolisne Crkve svete Marije koja je stajala s istočne strane. Uz bočne zidove u unutrašnjosti crkve predstavljena su tri sarkofaga rabljena za ukope pod pločnikom trijema Crkve svete Marije. Na zapadnom zidu postavljena je kamena ploča s imenima branitelja s trogirskog područja koji su poginuli u Domovinskom ratu.
Trogirska gradska loža prvi puta se spominje u 13. stoljeću. Izvorno je služila kao otvoreni prostor javnog okupljanja, a u određenim danima i satima bila je namijenjena organiziranoj komunalnoj pravnoj službi, sklapanju ugovora, objavljivanju zakona, kao i samom suđenju. Na istočnom je zidu 1471. godine izveden retabl Pravde s prikazom mletačkog lava i zaštitnicima grada svetim Lovrom i blaženim Ivanom Trogirskim, rad radionice Nikole Firentinca. To je spomenik izrađen u čast Mletačke Republike. Središnje polje s prikazom lava uklonjeno je 1932. godine. Na južnom je zidu reljef s prikazom bana Petra Berislavića na konju, rad Ivana Meštrovića. Loža je obnovljena 1892. godine.
Palača Garagnin-Fanfogna je sklop koji se sastoji od dva bloka romaničkih i gotičkih kuća, nastao u drugoj polovini 18. stoljeća tom prilikom objedinjen po projektu Ignacija Macanovića. Južna jednokatnica s vanjskim stubištem imala je gospodarsku namjenu, a danas je u funkciji gradskog lapidarija u kojem su predstavljeni zidovi helenističkog Tragurija. Na katu je galerija Cate Dujšin-Ribar. Glavni je ulaz u palaču s predvorjem i stubištem bio na istočnoj strani bloka, u glavnoj gradskoj ulici, a ukrašen je sastavnicama kasnobarokne Macanovićeve dekoracije. U unutrašnjosti je sačuvan salon sa stropnim štukaturama iz 18. stoljeća. Tu je i bogata knjižnica Ivana L. Garagnina (1722. – 1783.), skupljača arheoloških spomenika i numizmatike, dekorirana zidnim oslikom s portretima filozofa i književnika. Sačuvana je i zbirka slika i bakropisa iz 17. i 18. stoljeća. U palači je smješten Muzej grada Trogira.
Rotonda sv. Marije na Poljani pripada tipologiji šesterolisnih crkvi prve polovine 9. stoljeća. Crkva je građevina nadvišena središnjom kupolom i okružena šestorima apsidama, podignuta po uzoru na kapele karolinškog doba. Spominju se njena četiri oltara: glavni posvećen Marijinom Uznesenju, drugi, renesansni oltar sv. Jerolima podignut 1463. godine, sv. Marije od Loreta i svete Lucije. Porušena je polovinom 19. stoljeća, a izgled je sačuvan na grafici iz 19. stoljeća koju je izradio francuski crtač Ch. L. Clerisseau. Apside su vani imale po tri niše razdijeljene lezenama, a tambur kupole bio je ritmiziran nišama s prozorima. Na zapadu crkve spominje se trijem koji je rabljen kao sudnica, a pred njim gradska ulica zatvorena u 15. stoljeću gradnjom tornja gradskog sata.

### Zaštićena kulturna dobra
- Crkva Gospe Delmunta
- Crkva Gospe kraj mora
- Crkva Gospe od Anđela
- Crkva i samostan sv. Dominika
- Crkva i samostan sv. Nikole
- Crkva sv. Petra
- Crkva sv. Stjepana
- Franjevački samostan sv. Ante na Dridu
- Velika palača Cipiko
- Zvonik sv. Mihovila
- Župni dvor s vrtom
- Kuća na Obrovu 13
- Kuća Sasso
- Kuća Tomaš

## Korisne informacije
Grad Trogir je 1. srpnja 2019. dobio svoju prvu Javnu vatrogasnu postaju koja trenutni ima 26. vatrogasaca. Sjedište joj je u ulici Alojzija Stepinca 108.

## Vanjske poveznice
- Službena stranica

### Ostali projekti
|  | Zajednički poslužitelj ima stranicu o temi Trogir    |
|  | Zajednički poslužitelj ima još gradiva o temi Trogir |